# Fama (musical)
Fama es un musical basado en la película homónima de 1980, con libreto de José Fernandez, música de Steve Margoshes y letras de Jacques Levy. Concebido y desarrollado por David de Silva, uno de los productores del filme original, el espectáculo cuenta la historia de un grupo de estudiantes de la prestigiosa High School of Performing Arts de Nueva York que aspiran a labrarse un futuro en el mundo de la danza, la música y la actuación. Aunque existen similitudes con su predecesor cinematográfico, la adaptación a los escenarios de Fama presenta tramas y personajes diferentes, además de una partitura completamente nueva. Tan solo el tema «Fame», que ya aparecía en la banda sonora de la película, fue reutilizado en la versión teatral.
El espectáculo debutó en 1988 en la Coconut Grove Playhouse de Miami y desde entonces ha podido verse en multitud de ocasiones a lo largo de todo el mundo, incluyendo varios montajes en Londres y una producción en el Off-Broadway neoyorquino conocida como Fame on 42nd Street.

## Producciones

### Estados Unidos
El estreno mundial de Fama tuvo lugar el 21 de octubre de 1988 en la Coconut Grove Playhouse de Miami, con una puesta en escena dirigida por David Saint que posteriormente también pudo verse en el Walnut Street Theatre de Filadelfia. El actor Harold Perrineau, quien años después se convertiría en un rostro popular gracias a su participación en la serie Lost, interpretó a Tyrone Jackson en este montaje.
La primera gira norteamericana dio comienzo el 9 de noviembre de 1998 en el Royal Alexandra Theatre de Toronto y finalizó el 29 de abril de 2001 en el Pasadena Civic Auditorium. Esta producción, que visitó más de 50 ciudades en Estados Unidos y Canadá, fue dirigida por el bailarín y coreógrafo sueco Lars Bethke.
Entre el 11 de noviembre de 2003 y el 27 de junio de 2004, un montaje rebautizado como Fame on 42nd Street se representó en el Little Shubert Theatre de Nueva York bajo la dirección de Drew Scott Harris.
Una versión bilingüe en inglés y español pudo verse en el GALA Hispanic Theatre de Washington D. C. entre el 9 de mayo y el 9 de junio de 2019. Luis Salgado fue el director de esta puesta en escena que contó con un reparto multicultural formado por intérpretes de nueve países diferentes.

### Reino Unido
En Londres debutó el 27 de junio de 1995 en el Cambridge Theatre del West End y se mantuvo en cartel hasta el 28 de septiembre de 1996. Desde entonces, el espectáculo ha regresado a la capital inglesa en múltiples ocasiones y ha realizado giras por Reino Unido e Irlanda casi de manera ininterrumpida. Además, al igual que en Estados Unidos, se ha convertido en una opción habitual para grupos de teatro amateur y compañías escolares.

### España
2004
El desembarco de Fama en España tuvo lugar con una producción en catalán que pudo verse en el Teatre Tívoli de Barcelona entre el 27 de abril y el 26 de septiembre de 2004. Este montaje, que se había gestado en el Teatre del Sol de Sabadell, contó con dirección de Ramón Ribalta, coreografía de Coco Comin, dirección musical de Oleguer Alguersuari y adaptación al catalán de Daniel Anglès y Joan Vázquez. El elenco lo formaron Ferrán González como Nick Piazza, Xenia García como Serena Katz, Sergio Alcover como Joe Vegas, Damaris Martínez como Carmen Diaz, Amaury Rolando Reinoso como Tyrone Jackson, Sonia Callizo como Iris Kelly, Lucy Lummis como Mabel Washington, Jordi Grifell como Schlomo Metzenbaum, Sandra de Victoria como Grace Lamb, Xavi Duch como Goody King, Yolanda Sikara como Srta. Ester Sherman, Ester Bartomeu como Srta. Greta Bell, Xavier Mestres como Sr. Myers y Albert Muntanyola como Sr. Sheinkopf.
Tras su paso por la Ciudad Condal, el espectáculo fue adaptado al castellano para su estreno en el Teatro Calderón de Madrid, donde se representó entre el 1 de febrero de 2006 y el 7 de enero de 2007. Después vendría una amplia gira nacional que culminó con una estancia en el Teatre Apolo de Barcelona entre el 18 de septiembre de 2008 y el 11 de enero de 2009. En total, la versión española de Fama fue vista por cerca de 600 000 espectadores durante las más de 900 funciones que se llevaron a cabo.
2021
Una nueva puesta en escena dirigida y coreografiada por Coco Comin se estrenó el 19 de octubre de 2021 en el Teatre Apolo de Barcelona, con Alexandre Ars como Nick Piazza, Dianne Kaye como Serena Katz, Pablo Raya como Joe Vegas, Clara Peteiro como Carmen Diaz, Raudel Raúl como Tyrone Jackson, Morena Visci como Iris Kelly, Andrea Malagón como Mabel Washington, Dídac Flores como Schlomo Metzenbaum, Macarena Fuentes como Grace Lamb, Joan Martínez como Goody King, Betty Akná como Srta. Ester Sherman, Meritxell Valencia como Srta. Greta Bell, Bernat Mestre como Sr. Myers y Miquel Malirach como Sr. Sheinkopf. La dirección musical en esta ocasión corrió a cargo de Guillem Galofré, mientras que el libreto y las letras fueron adaptados al castellano por Jorge Arqué, Coco Comin y Salvador Toscano.
El montaje dijo adiós a la Ciudad Condal el 27 de febrero de 2022 y a continuación viajó hasta Madrid, donde se instaló en el Teatro Gran Vía entre el 4 de marzo y el 26 de junio de 2022, realizando un total de 290 funciones.

### Otras producciones
Fama se ha representado en países como Alemania, Argentina, Australia, Brasil, Canadá, China, Colombia, Corea del Sur, Dinamarca, España, Estados Unidos, Estonia, Finlandia, Francia, Grecia, Hungría, Irlanda, Islandia, Italia, Japón, México, Mónaco, Noruega, Países Bajos, Polonia, Portugal, Puerto Rico, Reino Unido, República Checa, República Dominicana, Sudáfrica, Suecia, Suiza, Tailandia o Venezuela, y ha sido traducido a multitud de idiomas.
La première mundial en español tuvo lugar el 6 de noviembre de 1997 en el Teatro de los Insurgentes de Ciudad de México, con una producción dirigida por Jaime Azpilicueta que permaneció en cartel hasta el 22 de marzo de 1998. Posteriormente, esa misma puesta en escena también visitó otras capitales latinoamericanas.

## Números musicales
| Acto I                                                           |                                                  |
| Título original                                                  | Título en España                                 |
| «Pray I Make P.A.»/«Hard Work»                                   | «Audición»/«Dar más»                             |
| «I Want to Make Magic»                                           | «Me llena de magia»                              |
| «Can't Keep It Down»                                             | «No puedo parar»                                 |
| «Tyrone's Rap» (a)                                               | «Rap de Tyrone»                                  |
| «There She Goes!»/«Fame» (b)                                     | «Mírala»/«Fame»                                  |
| «Let's Play a Love Scene»                                        | «Salir a escena»                                 |
| «Bring on Tomorrow»                                              | «Nuestro mañana»                                 |
| «The Teachers' Argument»                                         | «Discusión entre las profesoras»                 |
| «Hard Work (Reprise)»                                            | «Dar más (Reprise)»                              |
| Acto II                                                          |                                                  |
| Título original                                                  | Título en España                                 |
| «I Want to Make Magic (Reprise)»/«There She Goes! (Reprise)» (c) | «Me llena de magia (Reprise)»/«Mírala (Reprise)» |
| «Think of Meryl Streep» (d)                                      | «Piensa en Meryl Streep»                         |
| «Mabel's Prayer» (d)                                             | «Oración de Mabel»                               |
| «Dancin' on the Sidewalk»                                        | «Bailo por la vida»                              |
| «These Are My Children»                                          | «Son como hijos»                                 |
| «Pas de Deux» (e)                                                | «Paso a dos»                                     |
| «In L.A.» (f)                                                    | «A Hollywood»                                    |
| «Let's Play a Love Scene (Reprise)»                              | «Salir a escena (Reprise)»                       |
| «Bring on Tomorrow (Reprise)»                                    | «Nuestro mañana (Reprise)»                       |
| «Fame (Reprise)» (b)                                             | «Fame (Reprise)»                                 |

(a) También conocido como «Jack's Rap» dependiendo de la producción.
(b) Música de Michael Gore y letra de Dean Pitchford.
(c) «I Want to Make Magic (Reprise)» y «There She Goes! (Reprise)» suelen agruparse en un único número musical titulado «The Junior Festival» o «The Fall Festival». En algunas versiones únicamente se incluye «I Want to Make Magic (Reprise)».
(d) El orden de «Think of Meryl Streep» y «Mabel's Prayer» está intercambiado en algunas producciones.
(e) Música de Steve Margoshes o Mark Berman dependiendo de la producción.
(f) Reemplazado por «Out Here on My Own» (música de Michael Gore y letra de Lesley Gore) en algunas producciones.

## Repartos originales
| Personaje              | West End (1995)    | Gira en Norteamérica (1998) | Off-Broadway (2003)  | España (2004)          | España (2021)      |
| Nick Piazza            | Richard Dempsey    | Gavin Creel                 | Christopher J. Hanke | Ferrán González        | Alexandre Ars      |
| Serena Katz            | Gemma Wardle       | Jennifer Gambatese          | Sara Schmidt         | Xenia García           | Dianne Kaye        |
| Joe "José" Vegas       | Marcos D'Cruze     | José Restrepo               | José Restrepo        | Sergio Alcover         | Pablo Raya         |
| Carmen Diaz            | Lorraine Vélez     | Natasha Rennalls            | Nicole Leach         | Damaris Martínez       | Clara Peteiro      |
| Tyrone Jackson         | Scott Sherrin      | Dwayne Chattman             | Shakiem Evans        | Amaury Rolando Reinoso | Raudel Raúl        |
| Iris Kelly             | Josefina Gabrielle | Nadine Isenegger            | Emily Corney         | Sonia Callizo          | Morena Visci       |
| Mabel Washington       | Sonia Swaby        | Dioni Michelle Collins      | Q. Smith             | Lucy Lummis            | Andrea Malagón     |
| Schlomo Metzenbaum     | Jonathan Aris      | Carl Tramon                 | Dennis Moench        | Jordi Grifell          | Dídac Flores       |
| Grace "Lambchops" Lamb | Nicola Bolton      | Amy Ehrlich                 | Jenna Coker          | Sandra de Victoria     | Macarena Fuentes   |
| Goodman "Goody" King   | Alastair Willis    | Robert Creighton            | Michael Kary         | Xavi Duch              | Joan Martínez      |
| Srta. Ester Sherman    | Miquel Brown       | Regina Le Vert              | Cheryl Freeman       | Yolanda Sikara         | Betty Akná         |
| Srta. Greta Bell       | Vivien Parry       | Kim Cea                     | Nancy Hess           | Ester Bartomeu         | Meritxell Valencia |
| Sr. Myers              | Bill Champion      | Richard G. Rodgers          | Peter Reardon        | Xavier Mestres         | Bernat Mestre      |
| Sr. Sheinkopf          | Harry Landis       | William Linton              | Gannon McHale        | Albert Muntanyola      | Miquel Malirach    |

Reemplazos destacados en la producción española de 2004
- Nick Piazza: Edgar Martínez
- Serena Katz: Esther Peñas, Marina Pastor
- Joe "José" Vegas: Albert Estengre
- Carmen Diaz: Eva María Cortés, Norma Álvarez
- Tyrone Jackson: Javier Toca Juara
- Iris Kelly: Dafne Fernández, Paula Vázquez, Yolanda Serrano
- Mabel Washington: Yolanda Sikara, Noelia Cano, Isa Mateu, Mónica Vives
- Schlomo Metzenbaum: Momo Cortés
- Goodman "Goody" King: Alejandro de los Santos, Jordi Coll
- Srta Ester Sherman: Eva Diago, María José Santos
- Srta. Greta Bell: Cristina Castaño
- Sr. Myers: Frank Capdet, Salvador Toscano
- Sr. Sheinkopf: Antonio M.M.

Reemplazos destacados en la producción española de 2021
- Sr. Sheinkopf: Antonio Miguel Sevillano

## Grabaciones
Existen multitud de álbumes interpretados por los elencos de las diferentes producciones que se han estrenado a lo largo de todo el mundo, además de una filmación en vídeo de la gira británica del 30.º aniversario que se llevó a cabo durante su estancia en el Peacock Theatre de Londres.

## Premios y nominaciones

### Producción original del West End
| Año  | Premio        | Categoría           | Nominado            | Resultado |
| ---- | ------------- | ------------------- | ------------------- | --------- |
| 1996 | Olivier Award | Mejor musical nuevo | Mejor musical nuevo | Nominado  |
| 1996 | Olivier Award | Mejor coreografía   | Lars Bethke         | Nominado  |

### Producción original española
| Año  | Premio                    | Categoría                         | Nominado              | Resultado |
| ---- | ------------------------- | --------------------------------- | --------------------- | --------- |
| 2007 | Premio del Teatro Musical | Mejor actriz                      | Eva María Cortés      | Nominada  |
| 2007 | Premio del Teatro Musical | Mejor actriz de reparto           | Esther Peñas          | Ganadora  |
| 2007 | Premio del Teatro Musical | Mejor cover o alternante femenina | Noelia Cano           | Nominada  |
| 2007 | Premio del Teatro Musical | Mejor cuerpo de baile             | Mejor cuerpo de baile | Nominado  |
| 2007 | Premio del Teatro Musical | Mejor actor revelación            | Sergio Alcover        | Nominado  |